# Vebjørn Sørum
Vebjørn Sørum, född 11 augusti 1998 i Gjøviks kommun, är en norsk skidskytt.

## Karriär
I januari 2024 tog Sørum guld på 20 km distans samt silver i singelmixstafett tillsammans med Emilie Kalkenberg vid EM i Osrblie.